# Факултет за услужни бизнис Универзитета Едуконс
Факултет за услужни бизнис (скр. Фабус) је некадашњи приватни факултет основан 2001. године у Сремској Каменици. Радио је у склопу Универзитета Едуконс од 2008. године. Последњи декан је бивши министар трговине и функционер Српског покрета обнове Бојан Димитријевић.
У овој високошколској установи организовале се студије из области менаџмента у услугама.
Основни циљеви студијског програма су стицање основних знања из области:
- макроекономије (познавање макроекономских агрегата, модела, величина),
- микроекономије (начина функционисања тржишта, тржишних структура, понашања предузећа у конкретним тржишним структурама),
- предузетништва (од настанка до реализације предузетничке идеје),
- маркетинга (планирање, организовање, вођење и контрола маркетинг активности),
- савремених концепата, техника и алата који се користе у планирању, организовању, вођењу и контроли пословних процеса,
- менаџмента банкарског и финансијског система.

## Контроверзе
У неким анализама докторске дисертације Јоргованке Табаковић на Фабусу, појавиле су се сумње у њену веродостојност. Центар за истраживачко новинарство Србије писао је да се ради о плагијату, односно да су делови рада у потпуности преузети из других радова.

## Познати бивши студенти
- Јоргованка Табаковић
- Дарко Бабаљ
- Предраг Глухаковић
- Младен Дражетин
- Милорад Грчић[5]